# باشگاه فوتبال پریه خان ریچ سوی‌رینگ
باشگاه فوتبال ریچ سوای‌رینگ یک باشگاه فوتبال حرفه ای در استان سوای رینگ،کامبوج است.